# ドラゴンボールZ ヒット曲集
『ドラゴンボールZ ヒット曲集』（ドラゴンボールゼット ヒットきょくしゅう）は、テレビアニメ『ドラゴンボールZ』の楽曲が収録されたアルバム。1989年7月21日から2006年9月20日まで日本コロムビアから発売された。

## 概要
- テレビアニメ『ドラゴンボールZ』のボーカルアルバム。劇中で使用された主題歌、挿入歌やキャラクターソングが収録されている。
- 1989年7月21日から1996年1月20日まで発売された。
- 復刻盤と『18½ SPECIAL SUPER REMIX』が2006年9月20日に発売された。

## リリース一覧

### ヒット曲集
1. CHA-LA HEAD-CHA-LA [3:19]
歌：影山ヒロノブ
作詩：森　雪之丞　作曲：清岡千穂　編曲：山本健司
2. ドラゴン・ワールドへようこそ！ [4:39]
歌：Waffle
作詩：岩室先子　作曲：清岡千穂　編曲：山本健司
3. ママは倖せ祈ってる [4:09]
歌：Waffle　セリフ：荘　真由美 (チチ)
作詩：森　雪之丞　作曲：清岡千穂　編曲：山本健司
4. あいつは孫悟空 [4:32]
歌：影山ヒロノブ、Waffle
作詩：森　雪之丞　作曲：清岡千穂　編曲：山本健司
5. 永遠の地球 [4:16]
歌：Waffle
作詩：森　雪之丞　作曲：清岡千穂　編曲：山本健司
6. 修羅色の戦士 [3:40]
歌：茅　弘二
作詩：岩室先子　作曲・編曲：山本健司
7. 燃えろ！ドラゴン・ソルジャーズ [3:15]
歌：織田純一郎
作詩：森　雪之丞　作曲：池　毅　編曲：山本健司
8. トラブル・サーフィン [3:34]
歌：橋本　潮
作詩：森　雪之丞　作曲：池　毅　編曲：山本健司
9. 天下一ゴハン [3:53]
歌：野沢雅子 (孫悟飯)
作詩：岩室先子　作曲：池　毅　編曲：山本健司
10. でてこいとびきりZENKAIパワー！ [3:30]
歌：MANNA
作詩：荒川稔久　作曲：池　毅　編曲：山本健司

### II 奇蹟ZENKAIパワー
1. CHA-LA HEAD-CHA-LA [3:19]
歌：影山ヒロノブ
作詩：森　雪之丞　作曲：清岡千穂　編曲：山本健司
2. ジョーシキなんてNA★I☆SA [5:00]
歌・演奏：影山ヒロノブ、Broadway
作詩：岩室先子　作曲・編曲：須藤賢一
3. 大盛り悟飯 [4:40]
歌・演奏：影山ヒロノブ、Broadway
作詩：岩室先子　作曲：清岡千穂　編曲：須藤賢一
4. 地球から FROM THE HOME PLANET EARTH [4:15]
歌・演奏：影山ヒロノブ、Broadway
作詩：岩室先子　作曲・編曲：須藤賢一
5. 未来地図 [4:24]
歌・演奏：影山ヒロノブ、Broadway
作詩：岩室先子　作曲・編曲：須藤賢一
6. 天下無敵のフルコース [4:46]
歌・演奏：影山ヒロノブ、Broadway
作詩：岩室先子　作曲：影山ヒロノブ　編曲：須藤賢一
7. Fly high [3:43]
歌・演奏：影山ヒロノブ、Broadway
作詩：岩室先子　作曲：清岡千穂　編曲：須藤賢一
8. ALL ALONE [4:20]
歌：影山ヒロノブ、Broadway
作詞：岩室先子　作曲：影山ヒロノブ　編曲：須藤賢一
9. 1♥光年 [3:57]
歌・演奏：影山ヒロノブ、Broadway
作詩：岩室先子　作曲：影山ヒロノブ・須藤賢一　編曲：須藤賢一
10. でてこいとびきりZENKAIパワー！ [3:30]
歌：MANNA
作詩：荒川稔久　作曲：池　毅　編曲：山本健司

### III スペース・ダンシング
1. CHA-LA HEAD-CHA-LA [3:19]
歌：影山ヒロノブ
作詩：森　雪之丞　作曲：清岡千穂　編曲：山本健司
2. Dancing in the space [4:47]
歌：KŪKO (Waffle)、トリッキー白井
作詩：岩室先子　作曲：清岡千穂　編曲：山本健司
3. Cosmic Chinese Melody [5:10]
歌：KŪKO (Waffle)
作詩：倉田真理　作曲：清岡千穂　編曲：山本健司
4. Good night my Blue [3:56]
歌：KŪKO (Waffle)
作詩：岩室先子　作曲：清岡千穂　編曲：山本健司
5. Bad Boy [3:26]
歌：橋本　潮
作詩：岩室先子　作曲：清岡千穂　編曲：山本健司
6. 嵐の前兆 〜無言のざわめき〜 [4:54]
歌：トリッキー白井
作詩：岩室先子　作曲・編曲：山本健司
7. スペース・ダンス [4:29]
歌：KŪKO (Waffle)
作詩：谷穂ちろる　作曲：池　毅　編曲：山本健司
8. 戦 (I・KU・SA) [3:55]
歌：影山ヒロノブ
作詩：佐藤　大　作曲：池　毅　編曲：山本健司
9. ピッコロさんだ〜いすき♡ [3:30]
歌：野沢雅子 (孫悟飯)
作詩：谷穂ちろる　作曲：池　毅　編曲：山本健司
10. でてこいとびきりZENKAIパワー！ [3:30]
歌：MANNA
作詩：荒川稔久　作曲：池　毅　編曲：山本健司

### IV キャラクターズ・スペシャル
1. CHA-LA HEAD-CHA-LA [3:19]
歌：影山ヒロノブ
作詩：森　雪之丞　作曲：清岡千穂　編曲：山本健司
2. ソリッドステート・スカウター [4:37]
演奏：Dragon Magic Orchestra　VOICE：TOKIO
作曲･編曲：岩崎文紀
3. お達者ポルカ [3:27]
歌：宮内幸平 (亀仙人)
作詩：岩室先子　作曲：田中公平　編曲：岩崎文紀
4. アサ・ヒル・ヨル・キミ・ボク [2:28]
歌：田中真弓 (クリリン)
作詩：佐藤　大　作曲：田中公平　編曲：岩崎文紀
5. 吹けよ風 呼べよ神龍!! [4:07]
演奏：Pink Dragon　VOICE：内海賢二 (神龍)
作曲･編曲：藤原いくろう
6. シャレれば命の泉わくわく!! [3:44]
歌：八奈見乗児 (界王)
作詩：岩室先子　作曲・編曲：岩崎文紀
7. 俺たちのエナジー [4:47]
歌：影山ヒロノブ　VOICE：野沢雅子 (孫悟空)
作詩：前田耕一郎　作曲・編曲：藤原いくろう
8. 心から濡れた二人 [4:15]
歌：野沢雅子 (孫悟飯)、荘　真由美 (チチ)
作詩：佐藤　大　作曲・編曲：藤原いくろう
9. 女の子は罪作り [4:05]
歌：鶴ひろみ (ブルマ)
作詩：佐藤　大　作曲・編曲：藤原いくろう
10. でてこいとびきりZENKAIパワー！ [3:30]
歌：MANNA
作詩：荒川稔久　作曲：池　毅　編曲：山本健司

### V 光の旅
1. 光の旅 (オーバチュア) [6:13]
演奏：モノリス
2. 魔訶不思議アドベンチャー！ ＜ニュー・リミックス・ロング・ヴァージョン＞ [4:45]
歌：高橋洋樹
作詩：森　由里子　作曲：いけたけし　編曲：田中公平
3. ある星の詩★ [0:37]
歌：タネリ
作詩・作曲・編曲：岩室先子
4. Happy Birthday [4:38]
歌：KŪKO (Waffle)
作詩：岩室先子　作曲：清岡千穂　編曲：山本健司
5. CHA-LA HEAD-CHA-LA ＜スペース・ヴァージョン＞ [3:34]
歌：影山ヒロノブ
作詩：森　雪之丞　作曲：清岡千穂　編曲：山本健司
6. Planet to Planet [0:59]
演奏：モノリス
7. 金色た・ま・ご [3:59]
歌：橋本　潮
作詩：岩室先子　作曲：清岡千穂　編曲：山本健司
8. まるごと ＜ニュー・リミックス・ロング・ヴァージョン＞ [4:58]
歌：影山ヒロノブ、Ammy
作詩：佐藤　大　作曲：清岡千穂　編曲：山本健司
9. 蟻地獄 [4:40]
歌：石原慎一
作詩：佐藤　大　作曲・編曲：山本健司
10. 魂の道 [5:20]
歌：影山ヒロノブ
作詩：岩室先子　作曲：清岡千穂　編曲：山本健司
11. ある星の詩★★ [1:29]
歌：タネリ
作詩・作曲・編曲：岩室先子
12. 光の旅 [6:13]
歌：影山ヒロノブ、KŪKO (Waffle)
作詩：佐藤　大　作曲：清岡千穂　編曲：山本健司
13. でてこいとびきりZENKAIパワー！ [3:30]
歌：MANNA
作詩：荒川稔久　作曲：池　毅　編曲：山本健司

### VI BP∞
1. CHA-LA HEAD-CHA-LA [3:19]
歌：影山ヒロノブ
作詩：森　雪之丞　作曲：清岡千穂　編曲：山本健司
2. BP∞ バトルポイント・アンリミテッド OVERTURE
演奏：モノリス
作曲：山本健司
3. 「ヤ」なことには元気玉!! [3:52]
歌：影山ヒロノブ　コーラス：SHINES
作詩：佐藤　大　作曲：清岡千穂　編曲：山本健司
4. マイペース [4:58]
歌：KŪKO (Waffle)
作詩：佐藤　大　作曲：林　哲司　編曲：山本健司
5. マイ・My・毎日 [3:06]
歌：橋本　潮
作詩：岩室先子　作曲：清岡千穂　編曲：山本健司
6. 機械の様に…―バトリング・マシン― [4:06]
歌：石原慎一
作詩：佐藤　大　作曲：割田康彦　編曲：山本健司
7. BP∞ バトルポイント・アンリミテッド
演奏：モノリス
作曲：山本健司
8. 夢のかけら [4:03]
歌：KŪKO (Waffle)
作詩：岩室先子　作曲：清岡千穂　編曲：山本健司
9. ドラゴンONDO [3:58]
歌：山野さと子 & 影山ヒロノブ with ナメック社中
作詩：岩室先子　作曲：清岡千穂　編曲：山本健司
10. 口笛の気持ち [3:46]
歌：野沢雅子 (孫悟飯)
作詩：佐藤　大　作曲：池　毅　編曲：山本健司
11. でてこいとびきりZENKAIパワー！ [3:30]
歌：MANNA
作詩：荒川稔久　作曲：池　毅　編曲：山本健司

### 7 The Journey Of The 7 Balls
1. CHA-LA HEAD-CHA-LA [3:19]
歌：影山ヒロノブ
作詩：森　雪之丞　作曲：清岡千穂　編曲：山本健司
2. The Journey Of The 7th. Ball 《OVERTURE》
演奏：モノリス
3. とびっきりの最強対最強 [3:44]
歌：影山ヒロノブ、Ammy
作詩：佐藤　大　作曲：清岡千穂　編曲：山本健司
4. The Journey Of The 1st. Ball
演奏：モノリス
5. パワー オブ スマイル [4:54]
歌：KŪKO (Waffle)
作詩：佐藤　大　作曲：清岡千穂　編曲：山本健司
6. The Journey Of The 2nd. Ball
演奏：モノリス
7. 目を閉じればカンタン [3:13]
歌：内田順子
作詩：佐藤　大　作曲：清岡千穂　編曲：山本健司
8. The Journey Of The 3rd. Ball
演奏：モノリス
9. 風の様に 星の様に《パート1》 [5:58]
歌：CHIHO
作詩：佐藤　大　作曲：清岡千穂　編曲：山本健司
10. 風の様に 星の様に《パート2》 [2:29]
歌：CHIHO
作詩：佐藤　大　作曲：清岡千穂　編曲：山本健司
11. The Journey Of The 4th. Ball
演奏：モノリス
12. だれかさんといい天気 [4:15]
歌：橋本　潮
作詩：佐藤　大　作曲：清岡千穂　編曲：山本健司
13. The Journey Of The 5th. Ball
演奏：モノリス
14. 時と光の下で [5:10]
歌：影山ヒロノブ、KŪKO (Waffle)
作詩：佐藤　大　作曲：清岡千穂　編曲：山本健司
15. The Journey Of The 6th. Ball
演奏：モノリス
16. ドラゴン マジック カーニバル [4:39]
歌：山野さと子
作詩：佐藤　大　作曲：清岡千穂　編曲：山本健司
17. The Journey Of The 7th. Ball
演奏：モノリス
18. でてこいとびきりZENKAIパワー！ [3:30]
歌：MANNA
作詩：荒川稔久　作曲：池　毅　編曲：山本健司

### 8 キャラクターズ・スペシャル2
1. CHA-LA HEAD-CHA-LA [3:19]
歌：影山ヒロノブ
作詩：森　雪之丞　作曲：清岡千穂　編曲：山本健司
2. CAPSULE CORP. [3:58]
歌：鶴ひろみ (ブルマ)
作詩：岩室先子　作曲・編曲：岩崎文紀
3. 一度は結婚したいマンボ [2:19]
歌：田中真弓 (クリリン)
作詩：佐藤　大　作曲・編曲：藤原いくろう
4. ベジータ様のお料理地獄!!～「お好み焼き」の巻～ [3:32]
歌：堀川亮 (ベジータ)
作詩：岩室先子　作曲・編曲：岩崎文紀
5. 想い出の天下一武道会 [3:07]
歌：POCHI featuring アップルパイ
作詩・作曲：池　毅　編曲：藤原いくろう
6. シャレれば命の泉わくわく!!2 [3:45]
歌：八奈見乗児 (界王)
作詩：岩室先子　作曲・編曲：岩崎文紀
7. 口笛の気持ち・ピッコロ編 [3:43]
歌：古川登志夫 (ピッコロ)
作詩：佐藤　大　作曲：池　毅　編曲：岩崎文紀
8. イ・ケ・ナ・イ うららマジック [5:21]
歌：野沢雅子 (孫悟飯) ・渡辺菜生子 (チチ)
作詩：佐藤　大　作曲・編曲：藤原いくろう
9. タッカラプト ポッポルンガ プピリットパロ
演奏：heavy duty
10. でてこいとびきりZENKAIパワー！ [3:30]
歌：MANNA
作詩：荒川稔久　作曲：池　毅　編曲：山本健司

### 8½ スペシャル
1. OVERTURE between 8 and 9
2. 恋のNAZONAZO [5:10]
歌：KŪKO &トリッキー白井
作詩：岩室先子　作曲：清岡千穂　編曲：山本健司
3. ドラゴン・ワールドへようこそ！《Super House Version》 [5:14]
歌：KŪKO
作詩：岩室先子　作曲：清岡千穂　編曲：山本健司
4. Bad Boy《Super 磨いてみてよ Version》 [4:31]
歌：橋本　潮
作詩：岩室先子　作曲：清岡千穂　編曲：山本健司
5. CHA-LA HEAD-CHA-LA《Super Adventure Version》 [3:54]
歌：影山ヒロノブ
作詞：森　雪之丞　作曲：清岡千穂　編曲：山本健司
6. でてこいとびきりZENKAIパワー！《Super House Version》[4:57]
歌：MANNA
作詩：荒川稔久　作曲：池　毅　編曲：山本健司
7. 《Ultra New Edition》KŪKO'S DANCE MEDLEY [7:21]
〔ママは倖せ祈ってる～あいつは孫悟空～Dancing in the space (withトリッキー白井) ～Cosmic Chinese Melody～スペース・ダンス～パワー オブ スマイル〕
歌：KŪKO
編曲：山本健司
8. 《Ultra New Edition》KAGEYAMA'S POWER MEDLEY [8:34]
〔修羅色の戦士～「ヤ」なことには元気玉!!～あいつは孫悟空～魂の道～「ヤ」なことには元気玉!!～戦 (I・KU・SA)～とびっきりの最強対最強 (with Ammy)〕
歌：影山ヒロノブ
編曲：山本健司
9. 素直な光 優しい視線 [6:03]
歌：KŪKO
作詩：佐藤　大　作曲：清岡千穂　編曲：山本健司

### 9 FUTURE SHOCK!!
1. CHA-LA HEAD-CHA-LA [3:19]
歌：影山ヒロノブ
作詩：森　雪之丞　作曲：清岡千穂　編曲：山本健司
2. MIND POWER…気… [5:46]
歌：影山ヒロノブ、佐藤有香
作詩：岩室先子　作曲：清岡千穂　編曲：山本健司
3. MESSAGE FROM FUTURE…未来からの伝言… [5:33]
歌：KŪKO、佐藤有香
作詩：岩室先子　作曲：清岡千穂　編曲：山本健司
4. WARNING OF DANGER…警告… [5:25]
歌：石原慎一
作詩：岩室先子　作曲：清岡千穂　編曲：山本健司
5. WELCOME HOME, MY BOY…風の名前… [5:21]
歌：CHIHO
作詩：佐藤　大　作曲：清岡千穂　編曲：山本健司
6. SUPER+POWER＝MELODY…超力節… [5:01]
歌：影山ヒロノブ
作詩：佐藤　大　作曲：清岡千穂　編曲：山本健司
7. IT'S A SMALLWORLD…小指の下で… [4:31]
歌：佐藤有香
作詩：佐藤　大　作曲：清岡千穂　編曲：山本健司
8. SWEET LOVELY MIDNIGHT…月の裏側… [4:20]
歌：石原慎一
作詩：佐藤　大　作曲：清岡千穂　編曲：山本健司
9. WHITE & WORLD & TRUE…白と世界と心… [5:04]
歌：佐藤有香
作詩：岩室先子　作曲：清岡千穂　編曲：山本健司
10. でてこいとびきりZENKAIパワー！ [3:30]
歌：MANNA
作詩：荒川稔久　作曲：池　毅　編曲：山本健司

### 10 VIRTUAL TRIANGLE
1. CHA-LA HEAD-CHA-LA [3:19]
歌：影山ヒロノブ
作詩：森　雪之丞　作曲：清岡千穂　編曲：山本健司
2. TRIANGLE 2
演奏:MONOLITH
作曲:山本健司
3. HERO (キミがヒーロー) [4:09]
歌：影山ヒロノブ & YUKA
作詩：佐藤　大　作曲：清岡千穂　編曲：山本健司
4. そんな気分で [4:44]
歌：KŪKO
作詩：佐藤　大　作曲：清岡千穂　編曲：山本健司
5. 流星図書館 ～コメットライブラリー～ [6:17]
歌：影山ヒロノブ
作詩：佐藤　大　作曲：清岡千穂　編曲：山本健司
6. EなE [4:16]
歌：石原慎一 & YUKA
作詩：佐藤　大　作曲：清岡千穂　編曲：山本健司
7. SUITE:VIRTUAL TRIANGLE
演奏：MONOLITH
作曲：山本健司
8. keep my way [4:58]
歌：YUKA
作詩：岩室先子　作曲：平間あきひこ　編曲：山本健司
9. HO・TA・LU [4:45]
歌：YUKA
作詩：岩室先子　作曲：平間あきひこ　編曲：山本健司
10. TRIANGLE 3
演奏：MONOLITH
作曲：山本健司
11. イカしたエナジー [4:32]
歌：KŪKO
作詩：岩室先子　作曲：平間あきひこ　編曲：山本健司
12. でてこいとびきりZENKAIパワー！ [3:30]
歌：MANNA
作詩：荒川稔久　作曲：池　毅　編曲：山本健司

### 11 “精神と時”の部屋
1. CHA-LA HEAD-CHA-LA [3:19]
歌：影山ヒロノブ
作詩：森　雪之丞　作曲：清岡千穂　編曲：山本健司
2. 虫のしらせ
演奏：MONOLITH
3. 催眠バナナ [2:42]
歌：YUKA
作詩：岩室先子　作曲：山本健司･清岡千穂　編曲：山本健司
4. Brain Dance [3:10]
歌：YUKA
作詩：岩室先子　作曲：山本健司･清岡千穂　編曲：山本健司
5. GIRIGIRI―世界極限― [3:22]
歌：影山ヒロノブ & YUKA
作詩：佐藤　大　作曲：清岡千穂　編曲：山本健司
6. ねじれたスプーン
演奏：MONOLITH
7. 黄金のコンパス [5:45]
歌：影山ヒロノブ
作詩：岩室先子　作曲：山本健司･清岡千穂　編曲：山本健司
8. VOICE [4:20]
歌：KŪKO
作詩：岩室先子　作曲：山本健司･清岡千穂　編曲：山本健司
9. X点
演奏：MONOLITH
10. アクアリウムの夜 [4:09]
歌：石原慎一 & CHIHO
作詩：岩室先子　作曲：山本健司･清岡千穂　編曲：山本健司
11. KOMA [1:04]
歌：CHIHO
作詩：岩室先子　作曲：山本健司　編曲：山本健司
12. 狂った磁石
歌・演奏：MONOLITH
13. 百科事典幻想曲
歌：MONOLITH
14. 星の見た夢 [4:41]
歌：KŪKO
作詩：岩室先子　作曲：山本健司･清岡千穂　編曲：山本健司

### 12 DBZ A GO GO!!
1. CHA-LA HEAD-CHA-LA [3:19]
歌：影山ヒロノブ
作詩：森　雪之丞　作曲：清岡千穂　編曲：山本健司
2. PLEASE ISSHOU NO ONEGAI! [4:39]
歌：YUKA
作詩：岩室先子　作曲：清岡千穂　編曲：山本健司
3. Delight to you… [5:22]
歌：KŪKO & トリッキー白井
作詩：岩室先子　作曲：清岡千穂　編曲：山本健司
4. LED TRAINで GO!GO!GO! [4:31]
歌：KŪKO
作詩：岩室先子　作曲：清岡千穂　編曲：山本健司
5. spacepeopleDBZ [4:27]
歌：影山ヒロノブ
作詩・作曲・編曲：STEREOTYPE
6. roller-through 55 [4:25]
歌：YUKA
作詩・作曲・編曲：STEREOTYPE
7. Cool Cool ダンディ [4:06]
歌：石原慎一
作詩：風堂美起　作曲：大門一也　編曲：山本健司
8. WILD DANCE NIGHT<夜明けまで突っ走れ> [4:26]
歌：影山ヒロノブ
作詩：岩室先子　作曲：清岡千穂　編曲：山本健司
9. ハートブレイク・メロディ、みょうに [4:35]
歌：KŪKO
作詩：風堂美起　作曲：清岡千穂　編曲：山本健司
10. でてこいとびきりZENKAIパワー！《Super House Version》 [4:57]
歌：MANNA
作詩：荒川稔久　作曲：池　毅　編曲：山本健司

### 13 BATTLE & HOPE
1. CHA-LA HEAD-CHA-LA [3:19]
歌：影山ヒロノブ
作詩：森　雪之丞　作曲：清岡千穂　編曲：山本健司
2. The Sounds Of Battles To Come:Scene-1
演奏：MONOLITH
3. 運命の日 ～魂 vs 魂～ [4:54]
歌：影山ヒロノブ
作詩：岩室先子　作曲：清岡千穂　編曲：山本健司
4. The Sounds Of Battles To Come:Scene-2
演奏：MONOLITH
5. I'm a positive girl! [4:06]
歌：YUKA
作詩：岩室先子　作曲：清岡千穂　編曲：山本健司
6. The Sounds Of Battles To Come:Scene-3
演奏：MONOLITH
7. 夜明けの子供たち [4:51]
歌：KŪKO
作詩：佐藤　大　作曲：清岡千穂　編曲：山本健司
8. The Sounds Of Battles To Come:Scene-4
演奏：MONOLITH
9. FOR EVER～ [4:12]
歌：影山ヒロノブ
作詩：岩室先子　作曲：清岡千穂　編曲：山本健司
10. The Sounds Of Battles To Come:Scene-5
演奏：MONOLITH
11. 挑戦状 [4:12]
歌：石原慎一
作詩：岩室先子　作曲：清岡千穂　編曲：山本健司
12. The Sounds Of Battles To Come:Scene-6
演奏：MONOLITH
13. イジワルしないでね… [4:04]
歌：KŪKO
作詩：岩室先子　作曲：海野尚子　編曲：山本健司
14. The Sounds Of Battles To Come:Scene-7
演奏：MONOLITH
15. 青い風のHOPE [3:41]
歌：影山ヒロノブ
作詩：佐藤　大　作曲：清岡千穂　編曲：山本健司
16. The Sounds Of Battles To Come:Scene-8
演奏：MONOLITH
17. でてこいとびきりZENKAIパワー！ [3:30]
歌：MANNA
作詩：荒川稔久　作曲：池　毅　編曲：山本健司

### 14 ストレート
1. CHA-LA HEAD-CHA-LA [3:19]
歌:影山ヒロノブ
作詩：森　雪之丞　作曲：清岡千穂　編曲：山本健司
2. バーニング・ファイト ―熱戦・烈戦・超激戦― [3:18]
歌：影山ヒロノブ & YUKA
作詩：佐藤　大　作曲：清岡千穂　編曲：山本健司
3. 水色星人 [3:23]
歌：KŪKO
作詩：佐藤　大　作曲：清岡千穂　編曲：山本健司
4. 空めぐる冒険 [3:43]
歌：KŪKO
作詩：佐藤　大　作曲：清岡千穂　編曲：山本健司
5. 何かが… (未知の力) [4:20]
歌：影山ヒロノブ & YUKA
作詩：佐藤　大　作曲：清岡千穂　編曲：山本健司
6. ラブ・ジェット [3:24]
歌：YUKA
作詩：佐藤　大　作曲：清岡千穂　編曲：山本健司
7. トリックスターと帰って来た未来 [3:57]
歌：YUKA
作詩：佐藤　大　作曲：清岡千穂　編曲：山本健司
8. 僕は、まっすぐ 道は、まっすぐ [3:17]
歌：石原慎一
作詩：佐藤　大　作曲：清岡千穂　編曲：山本健司
9. マザー・ユニバース [3:54]
歌：KŪKO
作詩：佐藤　大　作曲：清岡千穂　編曲：山本健司
10. でてこいとびきりZENKAIパワー！ [3:30]
歌：MANNA
作詩：荒川稔久　作曲：池　毅　編曲：山本健司

### 15 Sunlight & City Lights
1. CHA-LA HEAD-CHA-LA [3:19]
歌：影山ヒロノブ
作詩：森　雪之丞　作曲：清岡千穂　編曲：山本健司
2. 飛び出せ！ヒーロー [4:18]
歌：KŪKO
作詩：岩室先子　作曲：清岡千穂　編曲：山本健司
3. 私のMagician [4:48]
歌：海野尚子
作詩：岩室先子　作曲・編曲：山本健司
4. 星のトライアングル [4:54]
歌：影山ヒロノブ
作詩：岩室先子　作曲：清岡千穂　編曲：山本健司
5. Sunlight & City Lights
演奏：MONOLITH
6. 空と雨と… [5:06]
歌：YUKA
作詩：岩室先子　作曲：清岡千穂　編曲：山本健司
7. Jokeぐらい言わせろよ… [4:14]
歌：石原慎一
作詩：岩室先子　作曲：清岡千穂　編曲：山本健司
8. My song for you [3:52]
歌：KŪKO
作詩：岩室先子　作曲：海野尚子　編曲：山本健司
9. 銀河を超えてライジング・ハイ [4:02]
歌：影山ヒロノブ
作詩：佐藤　大　作曲：清岡千穂　編曲：山本健司
10. 飛び出せ！ヒーロー (reprise) [0:55]
演奏：MONOLITH
作詩：岩室先子　作曲：清岡千穂　編曲：山本健司
11. でてこいとびきりZENKAIパワー！ [3:30]
歌：MANNA
作詩：荒川稔久　作曲：池　毅　編曲：山本健司

### 16 WE GOTTA POWER
1. WE GOTTA POWER [3:58]
歌：影山ヒロノブ
作詩：森　雪之丞　作曲・編曲：石川恵樹
2. Hey you, crasher [4:02]
歌：TOM
作詩：TOM　作曲：綿貫隆太　編曲：TOM
3. Jumpin' Jump!! [3:47]
歌：高瀬麻里子
作詩：高瀬麻里子　作曲・編曲：つのごうじ
4. 時よ止まれ ～MY NAME IS FATHER～ [4:37]
歌：つのごうじ
作詩：里乃塚玲央　作曲・編曲：つのごうじ
5. 僕は魔法使い [5:17]
歌：ルイ
作詩・作曲・編曲：永井　誠
6. FIGHT OH FIGHTING ROAD [4:17]
歌：影山ヒロノブ
作詩：渡辺なつみ　作曲・編曲：永井　誠
7. ケ・セラ [3:24]
歌：TOM
作詩･作曲･編曲：TOM
8. あとはSilence… [4:33]
歌：高瀬麻里子
作詩：渡辺なつみ　作曲・編曲：つのごうじ
9. 力を超えて [3:35]
歌：ルイ
作詩：相田　毅　作曲・編曲：永井　誠
10. 僕達は天使だった [3:51]
歌：影山ヒロノブ
作詩：森　雪之丞　作曲：池　毅　編曲：戸塚　修

### 17 HIPPY HOPPY SHAKE!!
1. WE GOTTA POWER [3:58]
歌：影山ヒロノブ
作詩：森　雪之丞　作曲・編曲：石川恵樹
2. ジャンジャカ My Way [4:22]
歌：花岡咲智
作詩：渡辺なつみ　作曲：前田克樹　編曲：佐々木　章
3. THIS IS LIFE! [3:55]
歌：勝間田幹雄
作詩：里乃塚玲央　作曲・編曲：河野陽吾
4. Good-Bye Mr. Lonelyness ～光の彼方へ～ [5:13]
歌：勝間田幹雄
作詩：渡辺なつみ　作曲・編曲：松澤浩明
5. 魔人ブウに捧げるバラッド [4:23]
歌：TOM
作詩･作曲･編曲：TOM
6. 世紀末万歳！ [4:45]
歌：影山ヒロノブ
作詩：只野菜摘　作曲・編曲：河野陽吾
7. HIPPY HOPPY SHAKE!! [3:47]
歌：田中真弓
作詩・作曲・編曲：つのごうじ
8. OSSAN'S DILEMMA [4:08]
歌：勝間田幹雄
作詩：里乃塚玲央　作曲・編曲：松澤浩明
9. さらば涙よ [4:33]
歌：影山ヒロノブ
作詩：只野菜摘　作曲：前田克樹　編曲：佐々木　章
10. 僕達は天使だった [3:51]
歌：影山ヒロノブ
作詩：森　雪之丞　作曲：池　毅　編曲：戸塚　修

### 18 未来への賛歌
1. WE GOTTA POWER [3:58]
歌：影山ヒロノブ
作詩：森　雪之丞　作曲・編曲：石川恵樹
2. 昨日の夢、今日の光 ―サイレントナイト・モーニングムーン― [4:48]
歌：影山ヒロノブ　コーラス：CHIHO
作詩：佐藤　大　作曲：清岡千穂　編曲：山本健司
3. 100億のフレンズ [4:22]
歌：岩永雅子
作詩：森　雪之丞　作曲：清岡千穂　編曲：山本健司
4. 魔人ブウの悲劇 [4:37]
歌：石原慎一
作詩：森　雪之丞　作曲・編曲：山本健司
5. メモリーズ ―奴のいない夜― [5:12]
歌：影山ヒロノブ
作詩：佐藤　大　作曲：清岡千穂　編曲：山本健司
6. 俺がやらなきゃ誰がやる [3:28]
歌：影山ヒロノブ
作詩：森　雪之丞　作曲：林　哲司　編曲：戸塚　修
7. perfum N°18～魔性の香り～ [4:15]
歌：KŪKO & Yasumi
作詩：森　由里子　作曲・編曲：山本健司
8. 瞳の中の地球 [4:28]
歌：KŪKO
作詩：森　由里子　作曲：清岡千穂　編曲：山本健司
9. Growin' Up いつかまた逢える日まで… [4:37]
歌：影山ヒロノブ & Team DBZ
作詩：佐藤　大　作曲：清岡千穂　編曲：山本健司
10. 僕達は天使だった [3:51]
歌：影山ヒロノブ
作詩：森　雪之丞　作曲：池　毅　編曲：戸塚　修

### 18½ SPECIAL SUPER REMIX
1. CHA-LA HEAD-CHA-LA 〜JUNGLE FEVER MIX〜 [5:08]
歌：影山ヒロノブ
作詩：森　雪之丞　作曲：清岡千穂　編曲：山本健司
2. BATTLE SPECTACLE MEDLEY[1] [14:28]
歌：影山ヒロノブ、佐藤有香、石原慎一
作詩：岩室先子　作曲：清岡千穂　編曲：Y・M・S
3. FOR EVER '96 〜PIANO NEW VERSION〜 [4:07]
歌：影山ヒロノブ
作詩：岩室先子　作曲：清岡千穂　編曲：山本健司
4. GIRIGIRI―世界極限― 〜EXTRA HARD METAL MIX〜 [5:31]
歌：影山ヒロノブ、YUKA
作詩：佐藤　大　作曲：清岡千穂　編曲：山本健司
5. PLEASE ISSHOUNO NO ONEGAI! 〜ACID CLUB MIX〜 [5:39]
歌：YUKA
作詩：岩室先子　作曲・：清岡千穂　編曲：山本健司
6. perfum N°18 〜DANGEROUS FRAGRANT MIX〜 [5:16]
歌：KŪKO & Yasumi
作詩：森　由里子　作曲：山本健司　編曲：Y・M・S
7. 銀河を超えてライジング・ハイ 〜GALAXY ADVENTURE MIX〜 [5:04]
歌：影山ヒロノブ
作詩：佐藤　大　作曲：清岡千穂　作曲：山本健司
8. 飛び出せ！ヒーロー 〜DREAM THATRE MIX〜 [5:30]
歌：KŪKO
作詩：岩室先子　作曲：清岡千穂　作曲：山本健司
9. 光の旅'96 〜CLASSICAL NEW VERSION〜 [5:07]
歌：影山ヒロノブ、KŪKO
作詩：佐藤　大　作曲：清岡千穂　作曲：山本健司